# Turbinaria
Turbinaria Oken, 1815 è un genere di madrepore della famiglia Dendrophylliidae.

## Descrizione

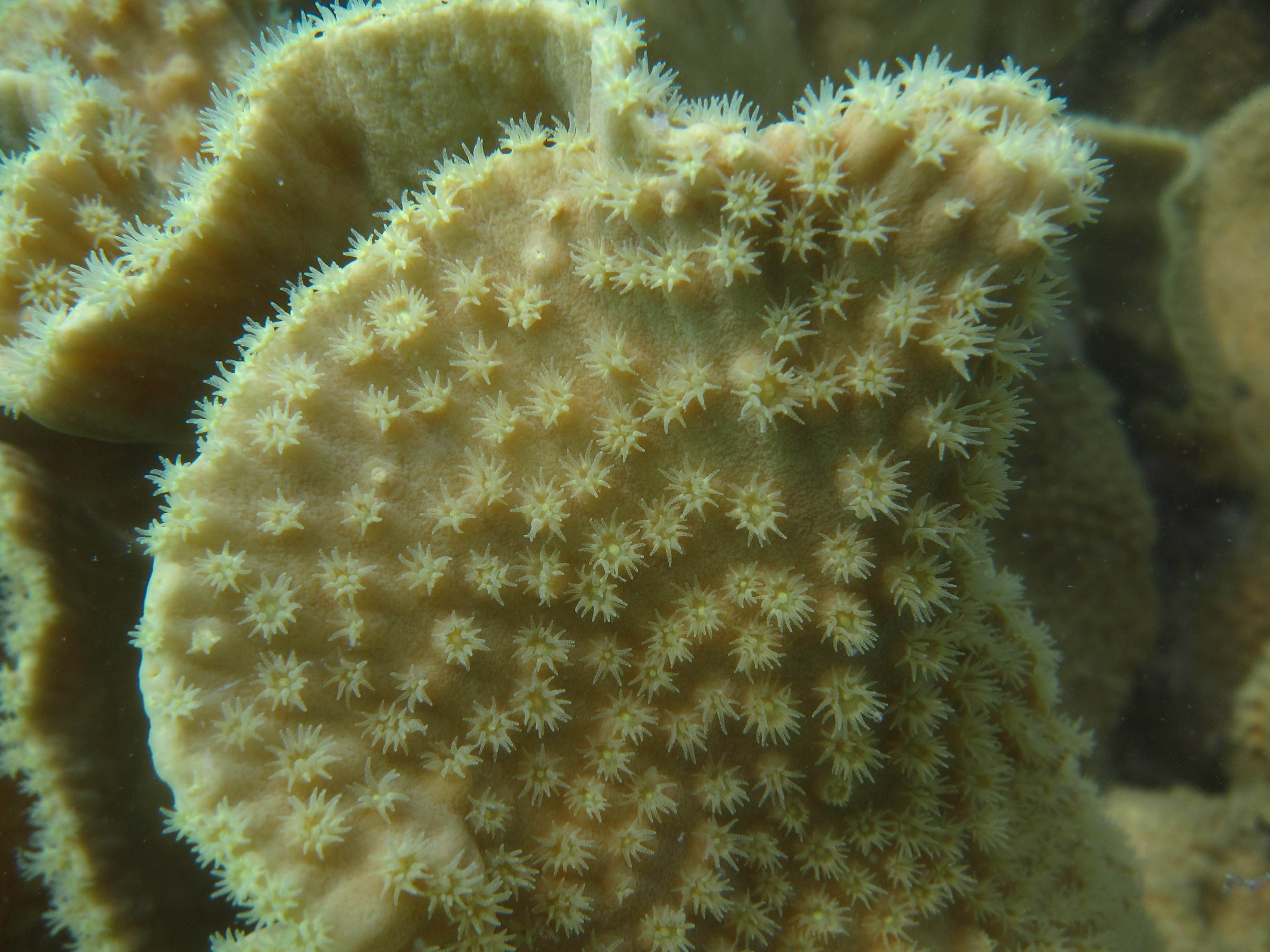
Turbinaria reniformis

Comprende coralli ermatipici coloniali, che formano colonie a forma di vaso,  tubolari, a ventaglio, o foliacee; una sola specie (T. heronensis) forma colonie ramificate.
La colonia nel suo insieme ha in genere colore brunastro, mentre i tentacoli dei polipi, visibili durante il giorno, possono essere di colori brillanti, dal giallo al verde. Il cenosteo è liscio e spugnoso. I coralliti, del diametro 1.5–5 mm sono separati e distinti e possono essere presenti su entrambe le facce (bifaciali) o su una sola (unifaciali).

## Distribuzione e habitat
Il genere è ampiamente diffuso dal mar Rosso, attraverso l'oceano Indiano, sino al Pacifico sud-occidentale.

## Tassonomia

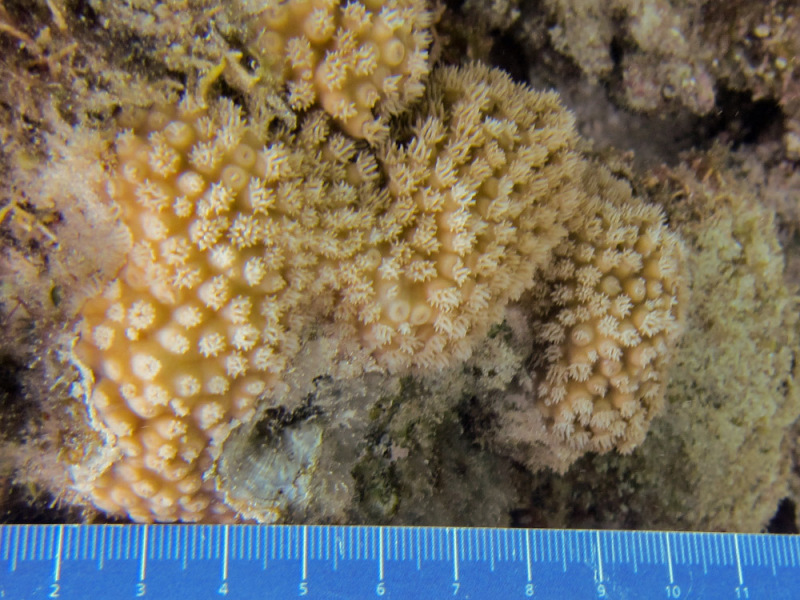
Turbinaria stellulata

Comprende le seguenti specie:
- Turbinaria bifrons Brüggemann, 1877
- Turbinaria conspicua Bernard, 1896
- Turbinaria cylindrica Nemenzo, 1960
- Turbinaria frondens (Dana, 1846)
- Turbinaria heronensis Wells, 1959
- Turbinaria irregularis Bernard, 1896
- Turbinaria mesenterina (Lamarck, 1816)
- Turbinaria patula (Dana, 1846)
- Turbinaria peltata (Esper, 1794)
- Turbinaria radicalis Bernard, 1896
- Turbinaria reniformis Bernard, 1896
- Turbinaria stellulata (Lamarck, 1816)